# Die Frau ohne Vorurteile

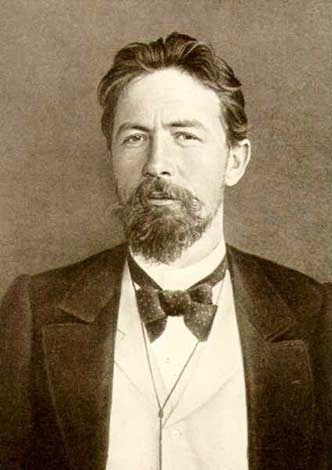
Anton Tschechow

Die Frau ohne Vorurteile, auch Eine Frau ohne Vorurteile (russisch Женщина без предрассудков, Schenschtschina bes predrassudkow), ist eine Kurzgeschichte des russischen Schriftstellers Anton Tschechow, die am 10. Februar 1883 im Sritel, einer Moskauer Illustrierten für Humor, erschien.

## Inhalt
Der 30-jährige athletische Beamte Maxim Kusmitsch Saljutow macht dem schönen Fräulein Jelena Gawrilowna eine Liebeserklärung. Die Liebe wird erwidert. Die angesehenen, reichen Eltern der Braut stimmen der Verbindung zu. Bevor in der Hochzeitsnacht die Ehe vollzogen wird, muss Maxim seiner Jelena noch ein Geständnis machen: Er ist ihre Liebe nicht wert, denn mit zwanzig war er Zirkusclown. Die frischgebackene Ehefrau verlangt lachend Beweise. Am Morgen nach der Hochzeitsnacht ruft ein unüberhörbares Rumoren die besorgten Schwiegereltern Maxims ans Brautbett. Erstaunt werden die Eltern Augenzeugen der vergnüglichen turnerischen Übungen des Schwiegersohnes. Jelena klatscht hingerissen Beifall.

## Verfilmung
- 2016, Russland, Studio Sergei Ochotin: Joker[3] – 62 min Film (russisch) von Alexander Kaurych[4] mit Oleg Tolkunow[5] als Maxim und Darja Schtscherbakowa[6] als seine Gattin Jelena.

## Verwendete Ausgabe
- Gerhard Dick (Hrsg.), Wolf Düwel (Hrsg.): Anton Tschechow: Gesammelte Werke in Einzelbänden: Die Frau ohne Vorurteile. Ein Roman. S. 80–84 in: Gerhard Dick (Hrsg.): Anton Tschechow: Vom Regen in die Traufe. Kurzgeschichten. Aus dem Russischen übersetzt von Ada Knipper und Gerhard Dick. Mit einem Vorwort von Wolf Düwel. 630 Seiten. Rütten & Loening, Berlin 1964 (1. Aufl.)[7]